# Porochilus argenteus
Porochilus argenteus är en fiskart som först beskrevs av Zietz, 1896.  Porochilus argenteus ingår i släktet Porochilus och familjen Plotosidae. Inga underarter finns listade i Catalogue of Life.